# Niemals Gewalt!
Niemals Gewalt! ist der Titel einer Rede, die Astrid Lindgren 1978 anlässlich ihrer Auszeichnung mit dem Friedenspreis des Deutschen Buchhandels hielt. Es ist eine der bekanntesten und einflussreichsten Reden von Lindgren, in der sie sich gegen die Gewalt gegenüber Kindern einsetzt. 2009 erschien anlässlich des Weltkindertages ein deutscher Kurzfilm unter demselben Titel, 1978 wurde die Rede erstmals in Buchform veröffentlicht, 2017 gab es eine Neuauflage des Buchs, die nicht ausschließlich Lindgrens Rede, sondern auch andere Texte enthält.

## Rede
Am 22. Oktober 1978 hielt Astrid Lindgren eine Dankesrede anlässlich ihrer Auszeichnung mit dem Friedenspreis des Deutschen Buchhandels. In ihrer Rede in der Frankfurter Paulskirche setzte sie sich für die gewaltfreie Erziehung ein. Zu dieser Zeit herrschte in Deutschland noch „das Elternrecht auf körperliche Züchtigung“.

### Inhalt
Astrid Lindgren redet zunächst darüber, dass es, solange der Mensch auf dieser Erde verweilt habe, Gewalt und Krieg gegeben habe. Wahren Frieden hingegen gebe es auf der Erde nicht. Politiker würden über Abrüstung sprechen, aber nicht über ihre eigene, sondern über die der anderen Länder. Dabei würde es zu immer größerer Aufrüstung kommen, da die einzelnen Länder dem Friedenswillen des Anderen nicht trauen würden.
Astrid Lindgren fragt sich, warum so viele Menschen nach Macht oder Rache streben und Gewalt wollen. Dass sie von Natur aus böse sind, glaubt sie nicht. Daher überlegt sie, wie die Menschen lernen können auf Gewalt zu verzichten. Ihrer Meinung nach müssen die Menschen bei den Kindern anfangen. Sie denkt, dass die meisten Diktatoren selbst Gewalt, Demütigungen, Kränkungen und Bloßstellungen erlebt haben und dieses Verhalten weitergeben. Diejenigen, denen die Kinder anvertraut seien, würden entscheiden, ob sie ihnen Liebe vermitteln, die diese Kinder später weitergeben können. Sie erklärt, dass auch freie und unautoritäre Erziehung nicht heiße, dass die Kinder tun und lassen dürfen, was sie wollen und es auch bei dieser Form der Erziehung Verhaltensnormen und Regeln geben müsse. Eine liebevolle Achtung voreinander sei Kindern und Eltern zu wünschen.
Dann erzählt Lindgren eine Geschichte, die sie von einer alten Dame gehört hat. Als die Dame noch eine junge Mutter gewesen war, hatte ihr Sohn etwas gemacht, dass ihrer Meinung nach eine harte Bestrafung erforderte. Sie bat den Jungen einen Stock zu holen und ihr diesen zu bringen. Der Junge brauchte lange dafür und kam weinend mit einem Stein zurück. Als er erklärte, dass er keinen Stock gefunden habe, sie aber auch mit dem Stein nach ihm werfen könne, erkannte die Mutter, was der Junge gefühlt haben musste. Er musste gedacht haben, sie wolle ihm nur weh tun und das konnte sie ja auch mit einem Stein. Sie weinte und umarmte das Kind. Später legte sie den Stein auf ein Bord. Er sollte ihr als Warnung dienen niemals Gewalt zu verwenden.
Astrid Lindgren erzählt später, dass sie glaubt, dass Kindern die Grausamkeiten, Gewalttaten und Unterdrückungen, die es zurzeit auf der Welt gebe, nicht verborgen bleiben. Daher sei es wichtig ihnen zu Hause zu vermitteln, dass es auch anders gehe. Vielleicht sollte sich jeder einen Stein auf das Küchenbord legen, als Mahnung niemals Gewalt zu verwenden. Es könne dem Frieden auf der Welt dienen.

### Hintergrund
Anlässlich des Friedenspreises des Deutschen Buchhandels am 22. Oktober 1978 wollte Astrid Lindgren eine Rede zur gewaltfreien Erziehung halten. Zu dieser Zeit wurde Gewalt in der Erziehung in vielen Kreisen noch als normal angesehen. Astrid Lindgren musste die Rede vorher beim Komitee einreichen. Ihr wurde nahegelegt nur den Preis entgegenzunehmen und keine Rede zu halten. Der Veranstalter fand die Rede zu provokant. Astrid Lindgren bestand darauf, ihre Rede so zu halten wie sie war oder gar nicht zu kommen. 2020 erschien das Hörbuch #Haltung. Statements für eine bessere Gesellschaft. Originalaufnahmen von Albert Einstein bis Greta Thunberg. bei Der Hörverlag. Dort ist auch die komplette Rede von Astrid Lindgren zu hören.

### Auswirkungen der Rede
Lindgrens Rede wurde bald weltweit verbreitet. In ihrem Heimatland Schweden tat sich Astrid Lindgren mit Wissenschaftlern, Journalisten und Politikern zusammen, um eine gewaltfreie Erziehung zu erreichen. 1979 wurde in Schweden, aufgrund von Astrid Lindgrens Rede, ein Gesetz eingeführt, welches das Schlagen von Kindern verbot. Bis dahin gab es ein solches Gesetz nirgendwo auf der Welt. Nach Schweden folgten weitere nordische Länder Lindgrens Vorbild. In Deutschland haben Kinder laut Gesetz zur Ächtung von Gewalt in der Erziehung (§ 1631 II BGB) erst seit 2000 das „Recht auf eine gewaltfreie Erziehung“. Dennoch regte Lindgrens Rede auch hier schon 1978 zum Nachdenken an. Es führte dazu, dass sich auch hierzulande noch mehr Wissenschaftler mit den Folgen von Gewalt an Kindern beschäftigten und Lindgrens Thesen belegen konnten. Laut dem Kriminologen Christian Pfeiffer machte das ein Umdenken in Deutschland überhaupt erst möglich und führte letztendlich zu dem oben genannten Paragrafen. Auch weltweit führten nach Schweden viele weitere Länder Gesetze zur gewaltfreien Erziehung ein. Nepal ist der inzwischen 54. Staat, der das Schlagen von Kindern verbietet.

## Buch
Die Rede Niemals Gewalt! wurde in mehreren Ländern in Buchform veröffentlicht. Die erste Veröffentlichung in Deutschland gab es bereits 1978 vom Börsenverein des Deutschen Buchhandels. Das 62-Seitige Buch trägt den Titel Astrid Lindgren oder Astrid Lindgren: Ansprachen anlässlich der Verleihung des Friedenspreises des Deutschen Buchhandels (Friedenspreis des Deutschen Buchhandels), oft wird auch der Titel Astrid Lindgren. Friedenspreisreden angegeben. Bis dahin gab es weitere neue Auflagen des Buches.

### Inhalt
Das Buch enthält stets die komplette Rede (siehe auch den Inhalt der Rede). Außerdem befinden sich in den unterschiedlichen Ausgaben verschiedene Begleittexte. In der deutschen Ausgabe von 2017 gibt es ein Vorwort von Dunja Hayali sowie ein Nachwort von Silke Weitendorf und eine Zeittafel über das Leben von Astrid Lindgren wurde dem Buch hinzugefügt. In dem Vorwort spricht Hayali über ihre Kindheitserfahrungen mit Astrid Lindgren sowie über ihre eigenen Gedanken und Gefühle bezüglich Astrid Lindgrens Rede. Vor dem Nachwort befindet sich ein Foto von Astrid Lindgren, wie sie den Friedenspreis des Deutschen Buchhandels entgegennimmt, sowie ein Foto der Urkunde des Preises. Dahinter gibt es ein Textfragment von Astrid Lindgren mit dem Titel „Ich würde mir wünschen“, in dem sich Lindgren Gedanken über den Zustand der Welt macht. Das Fragment ist ihrer Rede nicht ganz unähnlich. Das Nachwort befasst sich mit Hintergrundinformationen zur Preisverleihung und der Auseinandersetzung damit, wie Astrid Lindgren zu der Person wurde, die sie war. Dabei werden Lindgrens Leben sowie ihre Geschichten miteinbezogen.

### Hintergrund
Die Ausgabe von 2017 erschien am 20. März 2017 beim Friedrich Oetinger Verlag in Hamburg. Das Buch ist 75 Seiten lang.
Das Vorwort dieser deutschen Ausgabe stammt von Dunja Hayali, einer deutschen Fernsehmoderatorin. Das Nachwort wurde aus einem Vortrag von Silke Weitendorf vom November 2014 in Konstanz zusammengeschnitten. Silke Weitendorf ist eine Verlegerin des Oetinger Verlages, bei dem die meisten deutschsprachigen Astrid-Lindgren-Bücher erschienen sind.
In Schweden erschien eine Neuauflage des Buches im Jahr 2018 unter dem Titel Aldrig våld!. Es enthält ebenfalls Lindgrens gesamte Rede. Das Vorwort stammt allerdings von Marta Santos Pais, einer Sondergesandten des UN-Generalsekretärs zur Bekämpfung von Gewalt gegen Kinder. Pais leitet die internationale Arbeit der UN, um Gewalt gegen Kinder zu verhindern und zu beseitigen. Das Nachwort stammt von Thomas Hammarberg, einem ehemaligen Menschenrechtskommissar des Europarats in Straßburg. Das Cover illustrierte Stina Wirsén. Die schwedische Ausgabe wurde mitsamt dem Vor- und Nachwort sowie Stina Wirséns Coverillustration auf Englisch übersetzt und erschien unter dem Titel Never violence!.

### Kritik
Esma von Was liest du? schreibt, dass es sich bei Niemals Gewalt! zwar um ein „kleines und dünnes Büchlein“ handle, dennoch sei es „so voller Inhalt“, dass sie sich wünschte, „alle würden es lesen- und vor allem leben“.
Stephanie Müller findet, dass es erschreckend sei, wie aktuell sich Lindgrens hervorragende Rede noch heute lese. Sie glaubt, dass diese noch von viel mehr Leuten immer wieder gelesen und verinnerlicht werden solle.
Stephanie Streif von der Badischen Zeitung meint, dass sich das kleine Buch „einem sehr großen, wichtigen Thema“ widme, „den Kinderrechten“.
Luette Lotte findet, dass das Buch zunächst unscheinbar und klein wirke, sein Inhalt aber tief bewege und zum Nachdenken anrege.

### Ausgaben
Deutsche Ausgaben
- Astrid Lindgren (1978): Astrid Lindgren: Ansprachen anlässlich der Verleihung des Friedenspreises des Deutschen Buchhandels (Friedenspreis des Deutschen Buchhandels)  (Deutsch). Börsenverein des Deutschen Buchhandels. ISBN 9783765708206
- Astrid Lindgren (2011): Niemals Gewalt! (Deutsch). Salikon förlag. ISBN 9789197963824
- Astrid Lindgren (2017): Niemals Gewalt! (Deutsch). Friedrich Oetinger Verlag. ISBN 9783789107894

Schwedische Ausgaben
- Astrid Lindgren (1979): Aldrig våld! (Schwedisch). Rabén & Sjögren & Rädda Barnen, 1500 Exemplare
- Astrid Lindgren (2011): Aldrig våld! (Schwedisch). Salikon förlag. ISBN 9789197963800
- Astrid Lindgren (2018): Aldrig våld! (Schwedisch). Astrid Lindgren Text. Illustriert von Stina Wirsén. ISBN 9789187659133

Ausgaben aus anderen Ländern
- Astrid Lindgren (2014): ποτέ βία! (Pote via!, Neugriechisch). Tankobon Hardcover. ISBN 9786188119314
- Astrid Lindgren (2015): 暴力は絶対だめ! (Boryoku wa zettai dame) (Japanisch). Tankobon Hardcover. ISBN 9784000247894
- Astrid Lindgren (2018): Never violence! (Englisch). Astrid Lindgren Text. ISBN 9789177737001
- Astrid Lindgren (2019): Net nasiliju! (Russisch). Belaja vorona. ISBN 9785001140450
- Astrid Lindgren (2019): Mai violenza! (Italienisch). Salani. ISBN 9788893817912

## Kurzfilm
Niemals Gewalt ist ein Kurzfilm von David Aufdembrinke. Er basiert auf der Geschichte, die Astrid Lindgren im Rahmen ihrer gleichnamigen Rede erzählte.

### Handlung
Ein Junge beobachtet, wie seine Nachbarin einen Erdbeerboden belegt und zum Kühlen auf die Fensterbank stellt. Er nimmt sich den Erdbeerboden und isst ihn auf. Dabei wird er von der Nachbarin entdeckt. Diese schleift ihn an seinem Ohr zu seiner Mutter und erzählt dieser, sie solle ihren Jungen bestrafen. Die Mutter sagt ihrem Jungen, er solle nach draußen gehen und einen Stock holen. Der Junge versucht an einem dicken Ast etwas abzubrechen, scheitert aber. Als es dunkel wird, ist der Junge immer noch nicht wieder da. Die Mutter rennt mit der Taschenlampe umher und ruft nach ihm. Doch ihr Sohn meldet sich nicht. Dann rennt sie zum Telefon. Gerade als sie einen Anruf tätigen will, kommt ihr Sohn zurück. Er sagt, dass es ihm leid tue. Die Mutter erklärt, dass das nicht so schlimm sei, Hauptsache er sei wieder da. Traurig bemerkt der Junge, dass er leider keinen Stock finden konnte und übergibt ihr einen großen Stein. Er fügt hinzu, dass sie ihm damit ja auch weh tun könne. Die Mutter schaut ihn entsetzt an, legt den Stein zur Seite und umarmt ihren Jungen. Der Stein wird aufs Fensterbrett gelegt und die Worte „Niemals Gewalt“ erscheinen.

### Hintergrund
Für die Entwicklung des Films brauchte das Filmteam über ein Jahr. Gedreht wurde später mit einem Budget von 3.000 Euro, innerhalb von drei Tagen in Steinberg-Haff und Emkendorf in Schleswig-Holstein. Zunächst wurde überlegt die Geschichte in die heutige Zeit zu verlegen. Die Mutter sollte alleinerziehend sein und aus prekärer Lage stammen. Das hätte aber dazu geführt, dass viele Zuschauer Gewalt als ein Problem anderer angesehen hätten. Anstatt dessen wollte das Filmteam Gewalt aus Sicht eines Kindes darstellen. Regisseur David Aufdembrinke erklärte, dass es sich um ein Kind handle, das alles tue, damit seine Mutter es lieb habe. Außerdem sagte er, dass es ihm wichtig sei, darzustellen, dass Kinder, die Gewalt erleben, dieses als etwas völlig Normales wahrnehmen und dieses auch so weitergeben würden. Wenn Gewalt für sie fremd sei, könne man auf eine friedliche Zukunft hoffen. Der Film wurde anlässlich des Weltkindertages am 20. September 2009 von der DAGO Kinderlobby in Zusammenarbeit mit der Deutschen Liga für das Kind in Familie und Gesellschaft veröffentlicht. Diese beiden Organisationen setzen sich für die Belange und Rechte junger Menschen ein. Für den Hauptdarsteller Justus Herold war es die erste Filmrolle. Im Jahr 2010 wurde der Film auf dem Sardinia Film Festival auf Sardinien gezeigt. Den internationalen No Hitting Day nahm sich die Schweizer Stiftung Kinderschutz zum Anlass den Film am 30. April 2011 auf ihrer Homepage zu zeigen.

### Kritiken
Sandra Schäfer von der Berliner Morgenpost findet, dass die Geschichte durch die Wahl der Bilder und das ländliche Umfeld zeitlos bliebe. Außerdem würde sie stark an die Welt der Figuren von Astrid Lindgren erinnern.
Franziska Falkenberg vom Hamburger Abendblatt lobt Kamerafrau Lilli Thalgot die „in dem Film auf beeindruckende Weise den Blickwinkel des Kindes“ einfange. Ihre Bilder sprächen für sich und berührten „den Zuschauer im Zusammenklang mit Oliver Heuss’ Musik trotz der kurzen Spiellänge zutiefst.“
Sophie Lüttich von Berlinfreckles.de erklärte, der Film ginge ihr „wirklich unter die Haut“. Regisseur David Aufdembrinke habe „mit diesem Kurzfilm ein wunderbares Stück zum Nachdenken geschaffen.“